# Natá de los Caballeros
Natá de los Caballeros est un corregimiento situé dans le district de Natá, province de Coclé, au Panama. En 2010, la localité comptait 6 003 habitants.